# Zeitfehler
Als Zeitfehler werden in der Astrometrie und Geodäsie die zufälligen und systematischen Fehler der Zeitmessung bezeichnet. Sie spielen eine besondere Rolle bei Messungen nach Gestirnen und nach Erdsatelliten, weil sie – etwa bei der astronomischen Längenbestimmung – im vollen Ausmaß in das Ergebnis eingehen.
Im Sport kann der Begriff auch die Ahndung von Regelverstößen bedeuten.

## Messung von Sterndurchgängen

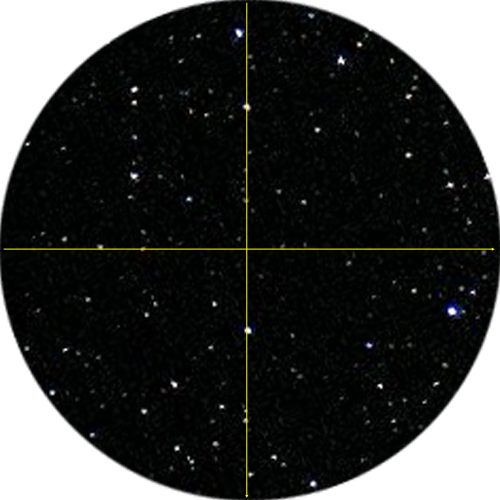
Gesichtsfeld eines Fernrohrs (Sterndurchgänge am Vertikalfaden)

### Visuelle Messung und Fehlereinflüsse
Bei der visuellen Messung eines Sterndurchgangs im Gesichtsfeld eines Fernrohrs hängt der zufällige Anteil des Zeitfehlers von mehreren Faktoren ab, vor allem:
- Erfahrung und Ausgeglichenheit des Beobachters
- Messverfahren (Auge-Ohr-Methode, Art von Stoppuhr oder Chronograf)
- Anzahl der Messfäden auf dem Fadennetz bzw. der Strichplatte
- Richtung und Geschwindigkeit der Sternbahn
- Luftunruhe und Helligkeit des Sterns
- Vergrößerung des Fernrohrs.

Die ältere Fachliteratur (Albrecht, Niethammer) unterscheidet zwischen dem Antrittsfehler (reiner Zeitfehler an einem Messfaden) und einem Zielfehler (der von der Vergrößerung abhängt). Neuere Analysen (zum Beispiel Ramsayer, Gerstbach) belegen außerdem einen Durchgangsfehler, der sich auch durch Mittelung vieler Einzelzeiten nicht unter einen gewissen Betrag pro Sterndurchgang drücken lässt.
An geodätischen Messfernrohren mit 30- bis 50-facher Vergrößerung und mit Digitalstoppuhr erreicht ein mäßig geübter Beobachter am Einzelfaden etwa ±0,2 Sekunden, die sich durch Mittelung mehrerer Antrittszeiten am Fadennetz auf etwa 0,06 bis 0,10s verringern lassen. Bei sehr großer Erfahrung ist die Hälfte dieser Werte erreichbar.
Die Vergrößerung des Fernrohrs beeinflusst die Zeitmessung nicht direkt, sondern nur die Erfassbarkeit des Ziels. Ihr Einfluss auf die im Auge vorgehende Winkelmessung wird als Zielfehler bezeichnet. Am Ni2-Astrolab (30-fach) beträgt er etwa ±0.5″, sinkt aber mit steigender Vergrößerung (zum Beispiel Wild T4 65-fach) nur unwesentlich.
Die o.e. Zeitfehler von durchschnittlich ±0,1s sind großteils zufälliger Natur, enthalten aber kleine systematische Anteile von etwa 0,03 bis 0,05s. Sie bleiben daher auch bei Mittelung vieler Einzelzeiten am Fadennetz wirksam (Durchgangsfehler). Hat hingegen der nächste Sterndurchgang eines Messprogramms eine andere Richtung oder Geschwindigkeit, wird ein Teil dieser Fehler wieder zufällig und kompensiert sich im Zuge weiterer Messungen. Durch geeignete Wahl solcher Sternpaare oder -Kombinationen steigt die Genauigkeit des Endergebnisses annähernd mit der Wurzel der Sternanzahl, sodass eine Zeit- oder Längenbestimmung mit beispielsweise 20 Sterndurchgängen Genauigkeiten von ±0,01 bis 0,02 Sekunden aufweisen kann.

### Registriermikrometer und Automatisierung
Visuelle Durchgangsmessungen unterliegen – wie jede manuelle Zeitmessung – dem Einfluss der Reaktionszeit des Beobachters. Sie wird in der Astrometrie persönliche Gleichung genannt und weist Beträge von 0,05 s bis 0,20 s auf, die in längeren Zeiträumen nur um etwa 0,03 s schwanken. Sie lässt sich daher durch Referenzmessungen verlässlich bestimmen und das Endergebnis entsprechend korrigieren.

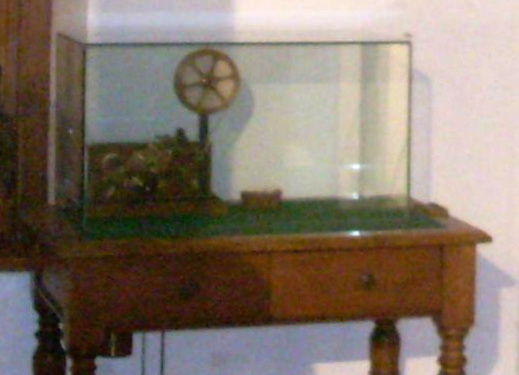
Bandchronograf einer Sternwarte, um 1960

Messtechnisch kann die persönliche Gleichung mittels Registriermikrometer deutlich reduziert werden. Die Sterndurchgänge werden nicht mehr durch Einzelzeiten am Fadennetz gemessen, sondern durch Nachführung eines beweglichen Fadens, der automatisch elektrische Kontakte auslöst. Bis etwa 1970 erfolgte die Registrierung der Kontaktzeiten an Bandchronografen, heute überwiegend elektronisch.
Wird der Faden manuell nachgeführt, sinkt der systematische Zeitfehler je nach Beobachter auf Werte zwischen 0,01 und 0,15 s und seine Schwankung auf unter 0,02 Sekunden. Übernimmt die Nachführung ein Motor und der Beobachter nur die notwendigen Geschwindigkeitskorrekturen, liegt die persönliche Gleichung immer unter 0,10 Sekunden und lässt sich entsprechend genau ans Endergebnis anbringen. In den letzten Jahrzehnten wurden auf diese Art Genauigkeiten besser als 0,01 s erzielt, etwa für die Einmessung von Fundamentalsternen, genaue astronomische Längenbestimmungen oder das Monitoring der Erdrotation.
Eine weitere Verbesserung und Automatisierung bringen optoelektronische Messverfahren wie Photomultiplier oder CCD-Sensoren. Moderne Meridiankreise erreichen Zeitgenauigkeiten im Millisekunden-Bereich, und der Astrometriesatellit Hipparcos konnte 120.000 Sternörter auf ±0,001″ verbessern, was einer Zeitmessung von 0,1 Millisekunden entspricht.

## Zeitfehler bei Satellitenmessungen

### Visuelle und fotografische Beobachtung
In den Anfangszeiten der Satellitengeodäsie und bis etwa 1975 wurden visuelle und fotografische Richtungsmessungen für geodätische Satellitennetze und Bahnbestimmungen durchgeführt. Die visuellen Beobachtungen erfolgten am Fadennetz spezieller Teleskope – analog zu Sterndurchgängen – und hatten Zeitgenauigkeiten um ±0,1 s. Die typische Richtungsmessung von etwa ±0,01° hätte hingegen die zehnfache Genauigkeit und aufwendige Zeitanlagen erfordert.
Die ersten Satellitenkameras konnten die Zeitpunkte der Aufnahmen zwar auf einige Millisekunden registrieren, waren jedoch meist auf helle Ballonsatelliten beschränkt. Bei einer Bahngeschwindigkeit um 7 km/Sekunde bedeutet ein Zeitfehler von 0,001 s aber schon 7 Meter in der Position. Daher verfiel man bereits in den 1960er-Jahren auf die Methode der „Blitzlicht-Satelliten“, wodurch zumindest die Gleichzeitigkeit der von verschiedenen Bodenstationen fotografierten Spuren garantiert war.
Ein wesentlicher Schritt war die Entwicklung von Satellitenlasern (Satellite Laser Ranging SLR), deren Laufzeitmessung bald in den Bereich der Nanosekunde (Entfernung auf 30 cm) vordrang. Heutige SLR-Systeme erreichen bereits einige Millimeter.

### Zeitfehler bei GPS und GNSS-Systemen
Auch in der modernen Satellitennavigation mit GNSS spielen Zeitfehler keine wesentliche Rolle mehr. Das GPS-Zeitsystem (Atomuhren in den Satelliten) hat eine Langzeitstabilität von etwa 10−14 und erlaubt mittels Zeitmarken (Codes) Distanzmessungen im cm-Bereich. Größere Zeitdifferenzen können lediglich in der Empfängeruhr am Anfang einer Messung auftreten, doch wird diese synchronisiert, sobald die Signale von mindestens 4 Satelliten empfangen werden. Bei neueren Sensoren liegen die Zeitdriften bei 0,1 ms pro Minute Signalverlust.
Trotz hoher Stabilität der GPS-Systemzeit weisen die Atomuhren den Satelliten eine individuelle Drift auf, die durch sogenannte Uhrparameter ausgeglichen wird. Der Synchronisationsfehler der einzelnen Atomuhr wird durch 3 Terme auf etwa 0,1 Nanosekunden genau modelliert: konstanter Zeitfehler (Bias), lineare Zeitdrift und quadratischer Term (Aging), während sich der zufällige relative Frequenzfehler bei den Positionsbestimmungen auf der Erde herausmittelt.

## Zeitfehler im Sport
Als Messfehler einer Handstoppung kann bei einem geübten Zeitnehmer etwa 0,1 bis 0,2 Sekunden angenommen werden. Zwar wird bei Wettbewerben seit einigen Jahrzehnten meist eine elektronische Zeitmessung (mit Lichtschranke oder sonstigen Auslösern) verwendet, doch ist oft eine zusätzliche Handstoppung vorgeschrieben.
Bei einem raschen Zieleinlauf – etwa einem 100- bis 400-Meter-Lauf oder einem Slalom – verbindet der Zeitnehmer die Auslösung der Stoppuhr meist mit einer Handbewegung nach unten, was eine gewisse Kontrolle der eigenen Reaktionszeit ermöglicht. Dadurch und mit entsprechender Erfahrung waren bis etwa 1968 – als die Zeitnehmung des 100-Meter-Laufs auf elektronische Hundertstelsekunden umgestellt wurde – die Messfehler im Schnitt mehrerer Zeitnehmer tatsächlich unter 0,1 Sekunden. Als Beispiel die damalige Folge der Weltrekorde: 1960 10,0 (Armin Hary) – 1968 9,9 und 9,95 (Jim Hines) – 1983 9,93 (Calvin Smith).
Im Sport wird der Begriff Zeitfehler aber noch in zwei weiteren Bedeutungen verwendet:
- Als Fehler im zeitlichen Ablauf, zum Beispiel in den Handballregeln
- als Strafpunkte in Sekunden, zum Beispiel beim Turnen, bei Hunde- und Pferderennen.

## Zeitfehler (Psychophysik)
Psychophysik und Psychologie kennen einen Wahrnehmungsfehler, der durch die Reihenfolgeeffekte zweier Reize auftritt. Man spricht von positivem Zeitfehler, wenn der erste der Reize intensiver wahrgenommen wird, und von negativem Zeitfehler, wenn der zweite Reiz überwiegt. Die Unterschiedsschwellen verändern sich je nach Reihenfolge der Reize.